# Wilfrid Napier
Wilfrid Fox Napier, född 8 mars 1941 i Swartberg, är en sydafrikansk kardinal och ärkebiskop. Han är sedan år 1992 ärkebiskop av Durban.

## Biografi
Wilfrid Napier inträdde i Franciskanorden år 1960. Han studerade vid National University of Ireland och Katholieke Universiteit Leuven. Napier prästvigdes av biskop John Evangelist McBride den 25 juli 1970. 
I november 1980 utnämndes Napier till biskop av Kokstad och biskopsvigdes av ärkebiskop Denis Hurley den 28 februari året därpå. Ärkebiskop Hurley assisterades vid detta tillfälle av biskoparna Dominic Khumalo och Andrew Brook. År 1992 installerades Napier som ärkebiskop av Durban.
Den 21 februari 2001 upphöjde påve Johannes Paulus II Napier till kardinalpräst med San Francesco d'Assisi ad Acilia som titelkyrka. Kardinal Napier deltog i konklaven 2013, vilken valde Franciskus till ny påve.